# Biblioteca Municipal de La Paz
La Biblioteca Municipal de La Paz, cuyo nombre oficial es biblioteca Mariscal Andrés de Santa Cruz, es una Biblioteca pública ubicada en la ciudad de La Paz en Bolivia.

## Historia

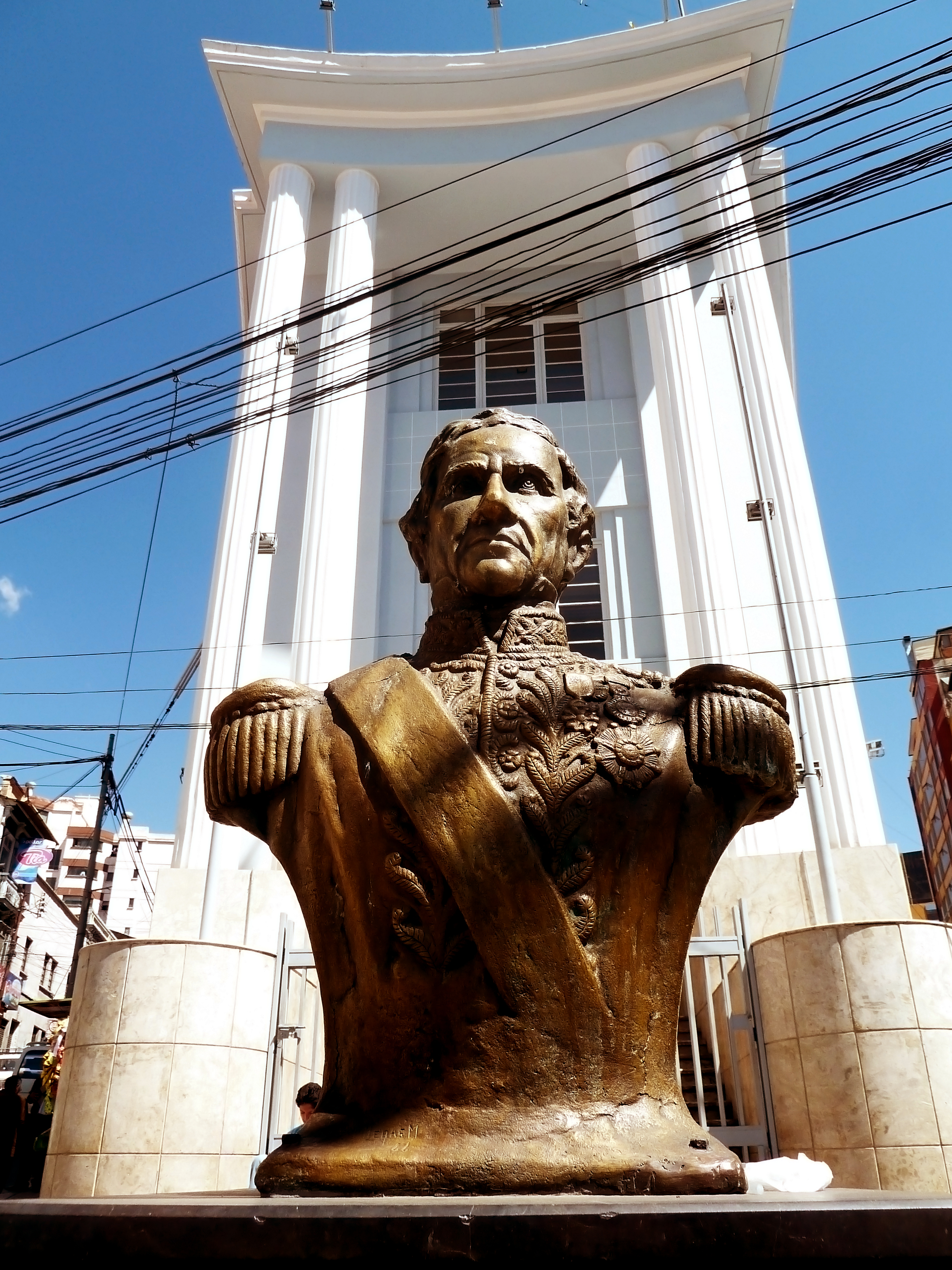
Busto de Andrés de Santa Cruz ubicado en la entrada de la institución.

La biblioteca fue creada durante el gobierno de Andrés de Santa Cruz mediante Decreto Supremo de 1838. Comenzó con un fondo bibliográfico de 2.000 ejemplares obtenido de las bibliotecas de los conventos de la Compañía de Jesús, de la Orden de Predicadores de Santo Domingo, de los frailes de San Agustín y del Colegio de Artes o Sociedad de Bella Literatura. El primer bibliotecario del recinto fue el doctor paceño José Manuel Loza, oriundo de la villa de Obrajes.
La biblioteca inició sus labores en un edificio ubicado frente al Teatro Municipal Alberto Saavedra Pérez, durante el gobierno de Aniceto Arce, en 1890, la institución pasó a depender de la Alcaldía de La Paz. En 2014 se inauguró el edificio diseñado por el arquitecto Mario del Carpio, ubicado en la Plaza del Estudiante. En 2006 la Biblioteca fue remodelada por el municipio.

## Colecciones
La biblioteca cuenta con más de 128.000 unidades bibliográficas, y ha recibido importantes colecciones como la de la Biblioteca de la poetisa Yolanda Bedregal,  compuesta por 5000 libros, así como seis tomos de documentos históricos sobre la Guerra del Pacífico donados en 1998. Ha recibido también libros cedidos por la Embajada de España.
A partir de 2000 cuenta con un sistema automatizado de búsqueda de  libros.